# Anomala solida
Anomala solida är en skalbaggsart som beskrevs av Wilhelm Ferdinand Erichson 1847. Anomala solida ingår i släktet Anomala och familjen Rutelidae. Inga underarter finns listade i Catalogue of Life.